# Rotonda de Montesiepi
La rotonda de Montesiepi es una iglesia que se encuentra en la localidad de Montesiepi en Chiusdino, provincia de Siena, Italia.
En ella se conserva la espada que, según la tradición, San Galgano habría clavado en la roca como signo de renuncia a la vida mundana.

## Historia
Fue construida en el lugar donde el noble caballero Galgano Guidotti se retiró y vivió como eremita hasta su muerte, en el año 1181. El primitivo edificio había sido ya completado en 1185. En el siglo XIV la capilla fue agrandada a través de la realización del atrio y de la capilla laterales. Durante el mismo periodo se añadió también la parte superior externa del tambor y el campanario formado por dos monóforos sobrepuestos.
En el siglo XVII sobre el techo se realizó la linterna ciega y a fines del siglo XVIII se construyó a la derecha de la capilla la casa canonical y los edificios para uso agrícola.
En 1924 fue restaurada y en 1973 los arreglos se extendieron a los edificios contiguos.

## Arquitectura y patrimonio artístico

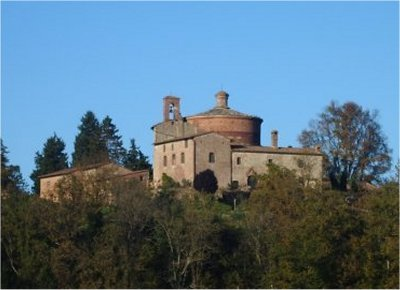
Valle de Montesiepi visto desde San Galgano

### Exterior
Posee una singular forma cilíndrica.
El exterior de la capilla presenta, en la parte inferior, un paramento mural realizado con piezas de travertino dispuestas en fila y en la parte superior un paramento mural bicromo con secuencia blanca (travertino) y rojas (ladrillos), motivo que se encuentra también en las cornisas de las monóforas. La fachada del pronao está dominada por una apertura con arco de medio punto en el cual se repite el motivo de la bicromía; por encima está colocado un escudo de los Médici y en la cima de la fachada se encuentra una cornisa decorada con esculturas antropomorfas (3 cabezas humanas), zoomorfas (una cabeza de vaca) y fitomorfa (una hoja), esculturas referidas al primer núcleo del edificio.
Hay también una pequeña ábside semicircular.

### Interior

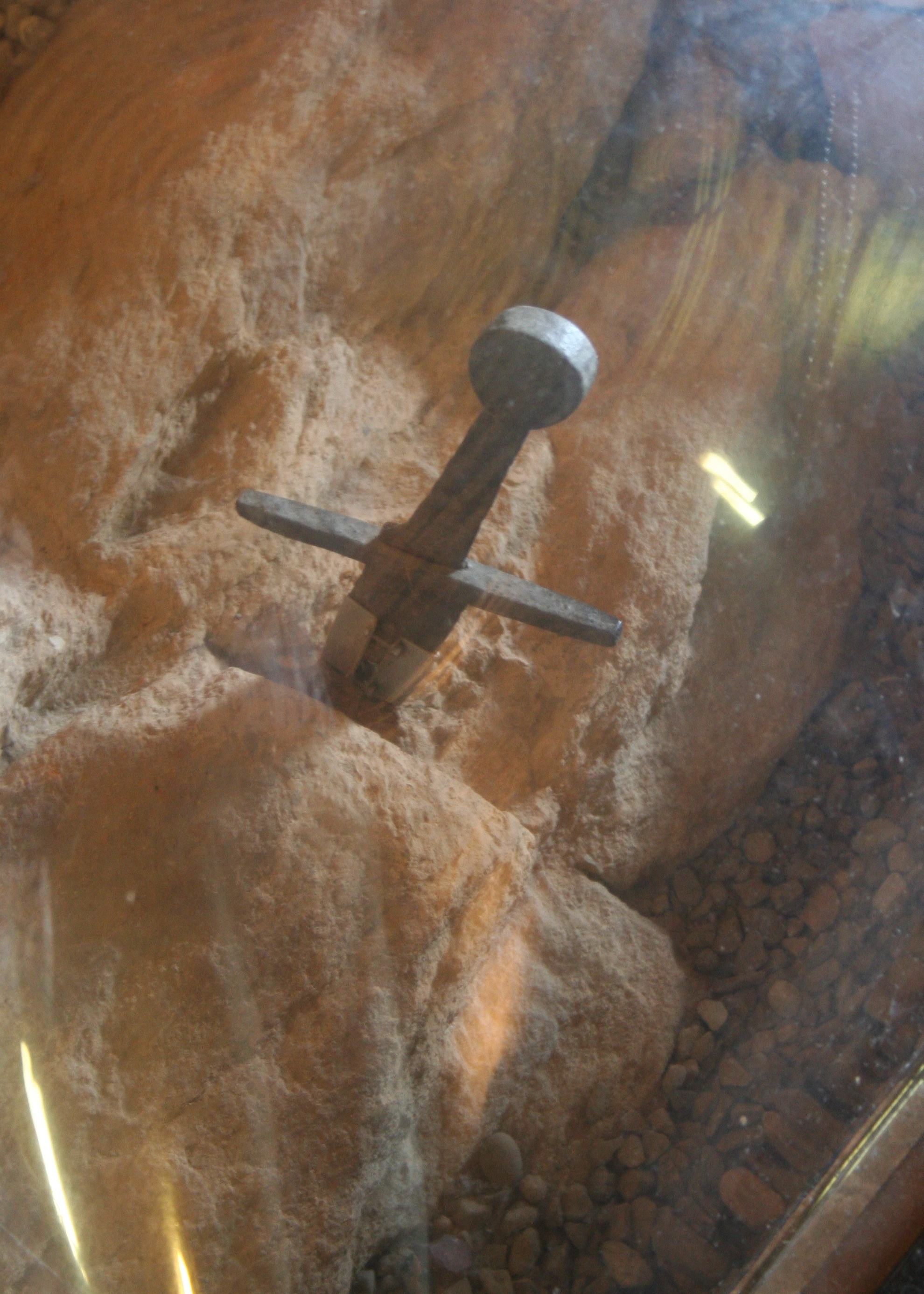
La espada en la roca.

El interior presenta una base circular de piedra. La cubierta fue realizada mediante una bóveda hemisférica con anillos concéntricos en bicromía (siempre travertino y ladrillo). Este tipo de realización muestra influencia del ámbito románico pisano de Lucca, que aquí muestra una de sus primeras manifestaciones en tierra sienesa. La cubierta recuerda la de las tumbas etruscas con tholos.
La forma peculiar de la cubierta ha servido de ocasión para la creación de presuntos significados cosmológicos. Por ejemplo, en la cúpula y en el tambor se ha visto la reproducción de un cáliz al revés que podría identificarse con el Santo Grial. Otra relación con el ciclo bretón es la misma forma circular de la capilla, que sería relacionable con la Mesa Redonda del Rey Arturo.
La pared circular está abierta por cuatro monóforas asimétricas de doble derrame. De la parte opuesta a la entrada se abre el volumen semicircular del ábside.
En el centro se encuentra el célebre peñasco en el que está inserida la espada de San Galgano.

#### Capilla interna

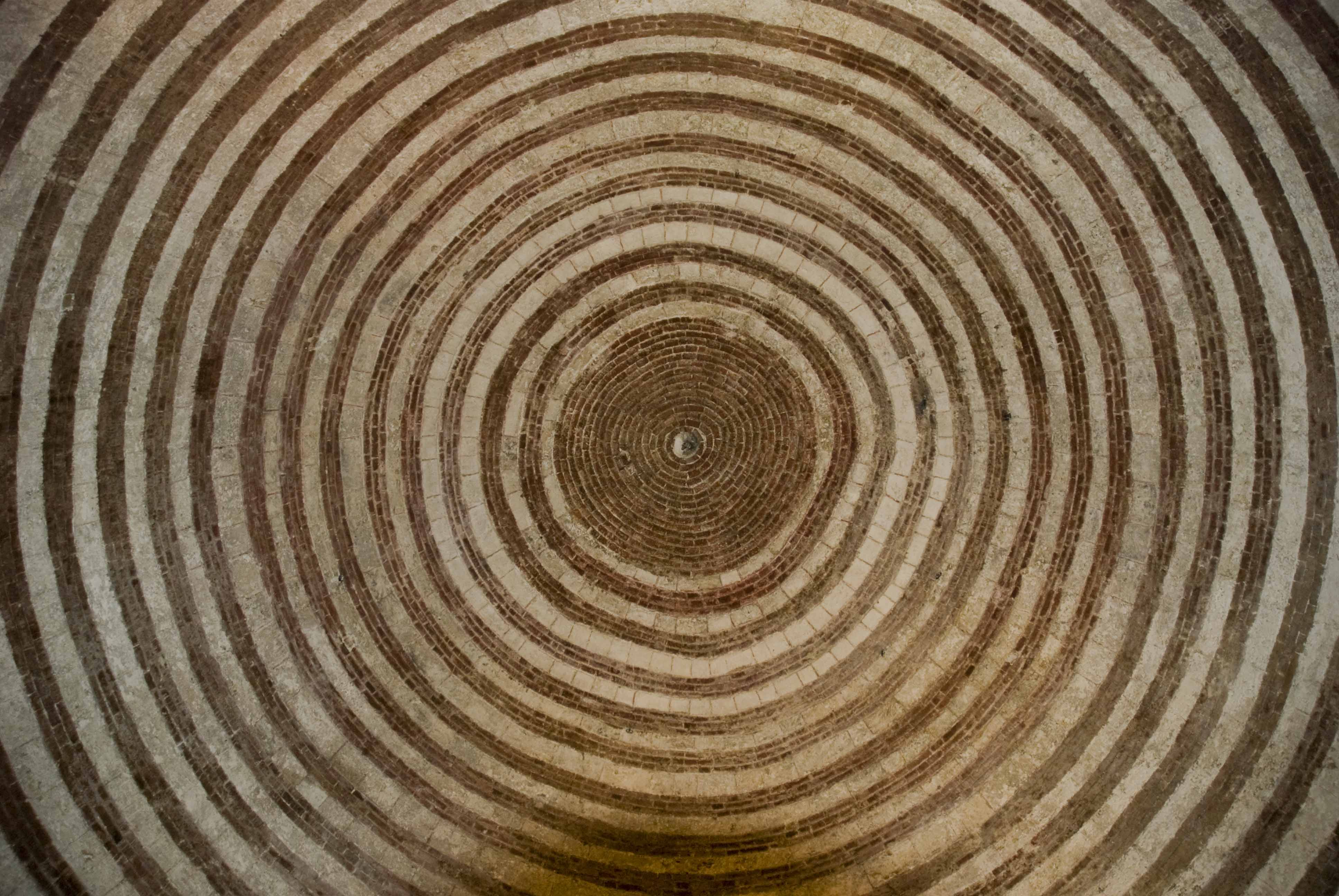
Interior de la cúpula.

En la parte izquierda, respecto a la entrada, se encuentra una capilla de planta rectangular cubierta con una bóveda de crucería; tal capilla fue realizada al inicio del siglo XIV y sus frescos fueron realizados entre 1334 y 1336 por Ambrogio Lorenzetti. Los frescos están muy deteriorados, aun cuando en 1967 fueron separados para restauración y luego recolocados en su sede junto a las respectivas sinopias que se encontraron durante los trabajos.
En la pared del fondo se encuentra una representación de la Majestad. Abajo se ve a Eva y sobre sus espaldas una piel de cabra (que simboliza la lujuria) mientras con una mano sostiene un higo (símbolo del pecado) y con la otra muestra un cartucho donde se explica la escena. La Virgen en la primera representación tenía en la mano izquierda un cetro y en la derecha, en vez del Niño, un globo (símbolo del poder generalmente referido a hombres). Gracias a las restauraciones se ha podido descubrir que esta primitiva y audaz versión fue cancelada por Lorenzetti y sustituida por la actual, mucho más tradicional.
En la misma pared, abajo, se encuentra un fresco que representa la Anunciación: la ventana en el centro que Lorenzetti empleó como parte de la representación. En la pared izquierda, arriba hay una pintura representando a Galgano circundado por Santos y Ángeles que ofrece un modelo de la roca donde clavó la espada y en la parte inferior Vista de la ciudad con figuras aladas. En la pared de la derecha, arriba hay una sinopia de Santos y ángeles (el fresco se ha perdido parcialmente) y en la bóveda tondos que representan a los profetas.